# Saba Amendolara
Saba Amendolara (Piacenza, 20 luglio 1965) è un'ex schermitrice italiana, specializzata nella spada. Ha vinto una medaglia d'argento e due di bronzo ai Campionati mondiali di scherma.

## Palmarès
In carriera ha ottenuto i seguenti risultati:
Mondiali
Individuale
A squadre
- Argento nella spada a Denver 1989
- Bronzo nella spada a Orléans 1988
- Bronzo nella spada a Lione 1990
- Bronzo nella spada a L'Avana 1992

Campionati italiani
Individuale
- Oro nella spada nel 1985

A squadre